# Katedrala Bezgrešnog začeća Blažene Djevice Marije na Gretvi, Stari Bar
Katedrala Bezgrešnog začeća Blažene djevice Marije je katolička crkva u naselju Gretva, Stari Bar, Crna Gora. Pripada Barskoj nadbiskupiji. 2019. godine. 